# Sołonciuwatka
Sołonciuwatka (ukr. Солонцюватка) – wieś na Ukrainie, w obwodzie kirowohradzkim, w rejonie kropywnyckim, w hromadzie Ketrysaniwka. W 2001 liczyła 150 mieszkańców.